# Gråskål
Gråskål (Mollisia cinerea) är en svampart. Gråskål ingår i släktet Mollisia och familjen Dermateaceae.  Arten är reproducerande i Sverige.

## Underarter
Arten delas in i följande underarter:
- grisella
- minutella
- cinerea

## Bildgalleri

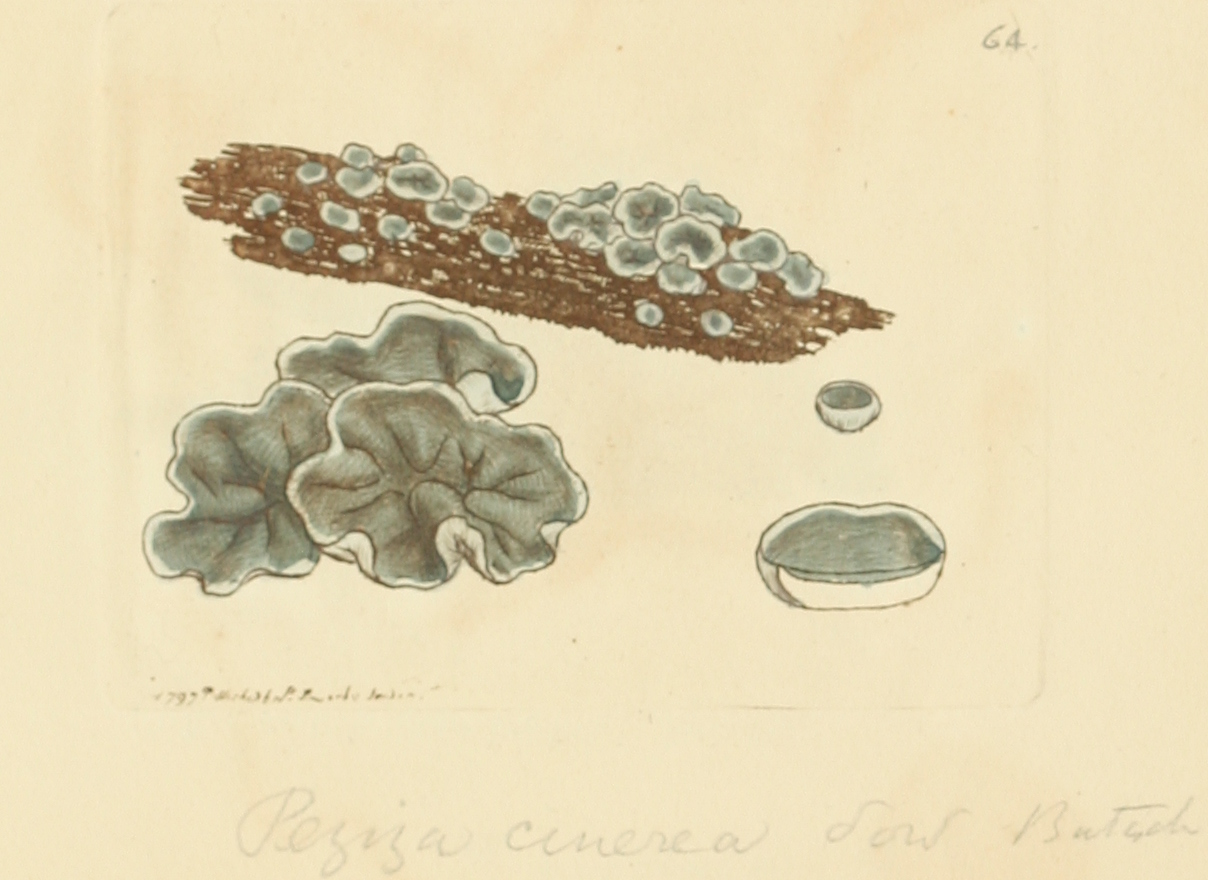